# 17925 Dougweinberg
17925 Dougweinberg este un asteroid din centura principală de asteroizi.

## Descriere
17925 Dougweinberg este un asteroid din centura principală de asteroizi. A fost descoperit pe 15 aprilie 1999 la Socorro, New Mexico, în cadrul proiectului LINEAR. Asteroidul prezintă o orbită caracterizată de o semiaxă mare de 2,40 ua, o excentricitate de 0,13 și o înclinație de 3,5° în raport cu ecliptica.